# Nectophrynoides laticeps
Espèce
Statut de conservation UICN

 CR B1ab(iii) : 
En danger critique
Statut CITES
Nectophrynoides laticeps est une espèce d'amphibiens de la famille des Bufonidae.

## Répartition
Cette espèce est endémique des monts Ukaguru dans l'est de la Tanzanie. Elle se rencontre entre 1 800 et 2 200 m d'altitude. Elle vit sur la litière de feuilles de la forêt de montagne.

## Publication originale
- Channing, Menegon, Salvidio & Akker, 2005 : A new forest toad from the Ukaguru Mountains, Tanzania (Bufonidae: Nectophrynoides). African Journal of Herpetology, vol. 54, p. 149-157.